# Guillaume IV d'Aquitaine
Pour les articles homonymes, voir Guillaume IV, Guillaume Fièrebrace et Guillaume de Poitiers.
Guillaume IV Fièrebrace, ou Fier-à-Bras, (935 - 994)  fut comte de Poitiers de 963 à 993 sous le nom de Guillaume II et duc d'Aquitaine sous celui de Guillaume IV durant la même période. Il succède à son père Guillaume III d'Aquitaine.
Il épouse Emma, fille de Thibaud le Tricheur, comte de Blois, en 968 dont il a Guillaume le Grand, qui lui succède. Sa sœur Adélaïde épouse Hugues Capet.
Il est considéré comme un guerrier de valeur, qui impose son autorité aux seigneurs et vicomtes du Poitou. Il résiste victorieusement au roi de France Hugues Capet (son beau-frère) qui tente de s'emparer de Poitiers en 988. Mais ses nombreux adultères entachent son règne, notamment sa liaison avec Aldéarde de Thouars, provoquant le départ de sa femme Emma de Blois. Il disparaît des sources écrites, les moines rédacteurs refusant probablement de parler d'un seigneur infidèle. Après un rapprochement peu durable avec sa femme, il réapparaît quelque temps, avant de disparaître à nouveau vers 993.